# Innerer Bärenbartkogel
Der Innere Bärenbartkogel (italienisch Cima Barba d’Orsa di Dentro) ist ein 3553 m ü. A., nach anderen Angaben 3557 m hoher Berg im Südtiroler Teil der Ötztaler Alpen. Er liegt auf dem hier in Ost-West-Richtung verlaufenden Weißkamm und ist vollständig von Gletschern umgeben. Auch der Gipfelpunkt ist von Firn bedeckt. Begehbar ist der Berg nur im Rahmen einer Hochtour mit entsprechender Erfahrung und Ausrüstung.

## Lage und Umgebung
Der Weißkamm verläuft in diesem Gebiet in Ost-westlicher Richtung und trennt die ausgedehnten Gletscherflächen des Bärenbartferners, der nach Norden ins Langtauferer Tal abfließt und den Matscher Ferner, der nach Süden ins Matscher Tal entwässert. Benachbarte Berge im Kammverlauf sind im Osten, getrennt durch ein ca. 3520 m hohes vergletschertes Joch, die etwa 500 m entfernte Weißkugel mit 3728 m Höhe und im Westen, getrennt durch das Bärenbartjoch (3302 m), der bereits zu den Planeiler Bergen gerechnete Äußere Bärenbartkogel mit 3471 m Höhe.

## Stützpunkte und Erschließung
Stützpunkte für die Besteigung sind die etwa 3 km Luftlinie nordwestlich gelegene Weißkugelhütte (2544 m) und die gut 4 km südöstlich gelegene Oberetteshütte auf 2670 m.

## Name
Der Bergname geht nicht auf die Präsenz von bärtigen Braunbären zurück. Der Namensbestandteil Bart lässt sich vielmehr auf ein Oberinntaler Dialektwort mit der Bedeutung „Wäldchen, Waldzunge“ zurückführen, wodurch sich der Bärenbart schlicht als Bärenwald deuten lässt.